# زینگر (شرکت)
شرکت وسايل نقليه زینگر (به انگلیسی: Czinger Vehicles Inc.) که معمولاً به‌عنوان زینگر شناخته می‌شود، یک تولیدکنندهٔ خودروی آمریکایی خودروهای اسپورت هیبریدی است که در لس آنجلس، کالیفرنیا مستقر است و از سال ۲۰۱۹ فعالیت می‌کند.

## تاریخچه
در سال ۲۰۱۹، کارآفرین آمریکایی کوین زینگر این شرکت را به‌همراه پسرش، لوکاس زینگر، تأسیس کرد. دفتر مرکزی Czinger Vehicles در لس آنجلس است و سوپراسپرت‌ها را طراحی و تولید می‌کند. اولین وسیله نقلیه توسعه‌ یافته و ساخته‌شده توسط این شرکت ۲۱سی بود. ۲۱سی قرار است در سال ۲۰۲۳ وارد تولید شود. ۲۱سی به‌دلیل عملکرد و استفاده از طراحی مولد و ساخت افزودنی قابل توجه است. ۲۱سی قرار است به‌صورت محدود ۸۰ وسیله نقلیه باشد Czinger Vehicles توسط یک شبکه جهانی از فروشندگان خودروهای لوکس از جمله O'Gara Coach در کالیفرنیا و H.R. Owen در لندن، بریتانیا نمایندگی می‌شود.

## مدل‌ها
- ۲۱سی